# Linha 8 (Metro de Madrid)

Linha 8 - Rosa

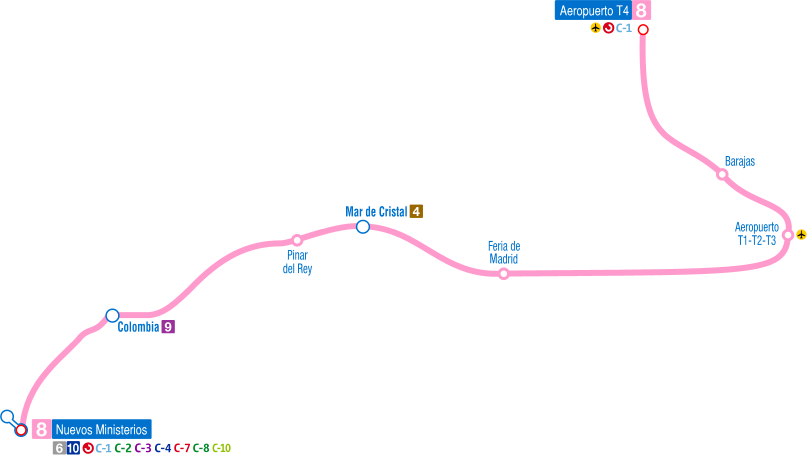
Mapa de localização Linha 8

A Linha 8 do Metro de Madrid é uma linha radial externa da rede, que atravessa o centro e nordeste da cidade, entre Nuevos Ministerios e os quatro terminais do aeroporto de Barajas.

## História

### A antiga linha 8
No projecto de criação de novas linhas nos anos 70 grafava-se entre outras, a criação de uma linha norte-sul, seguindo o eixo "Castellana-Recoletos-Prado" com origem em Fuencarral e que no sul da Estação de Atocha se dividisse, uma parte terminava em Puente de Vallecas e outra parte em Carabanchel. Daí começou a construção do trecho entre Fuencarral e Nuevos Ministerios que se inaugurou em 1982 para a celebração da Copa do Mundo FIFA de 1982, uma vez que esta linha dava serviço ao Estádio Santiago Bernabéu, espaço de realização dos jogos do Mundial.
Dadas as dificuldades económicas do Metro de Madrid no anos 1970 e 1980, o resto do projeto original da linha 8 passou para segundo plano e por sua vez construiu-se o túnel de uma única via que comunicava a linha 8 com a linha 7, prolongando assim a linha 8 até Avenida de América em 1986.
Com o projecto de fusão das linhas 8 e 10 entre Alonso Martínez e Nuevos Ministerios nos anos de 1995 a 1998, deixou-se de parte, novamente, o trecho compreendido entre as estações de Nuevos Ministerios e Avenida de América. O restante trecho passou a fazer parte da linha 10.

### A atual linha 8

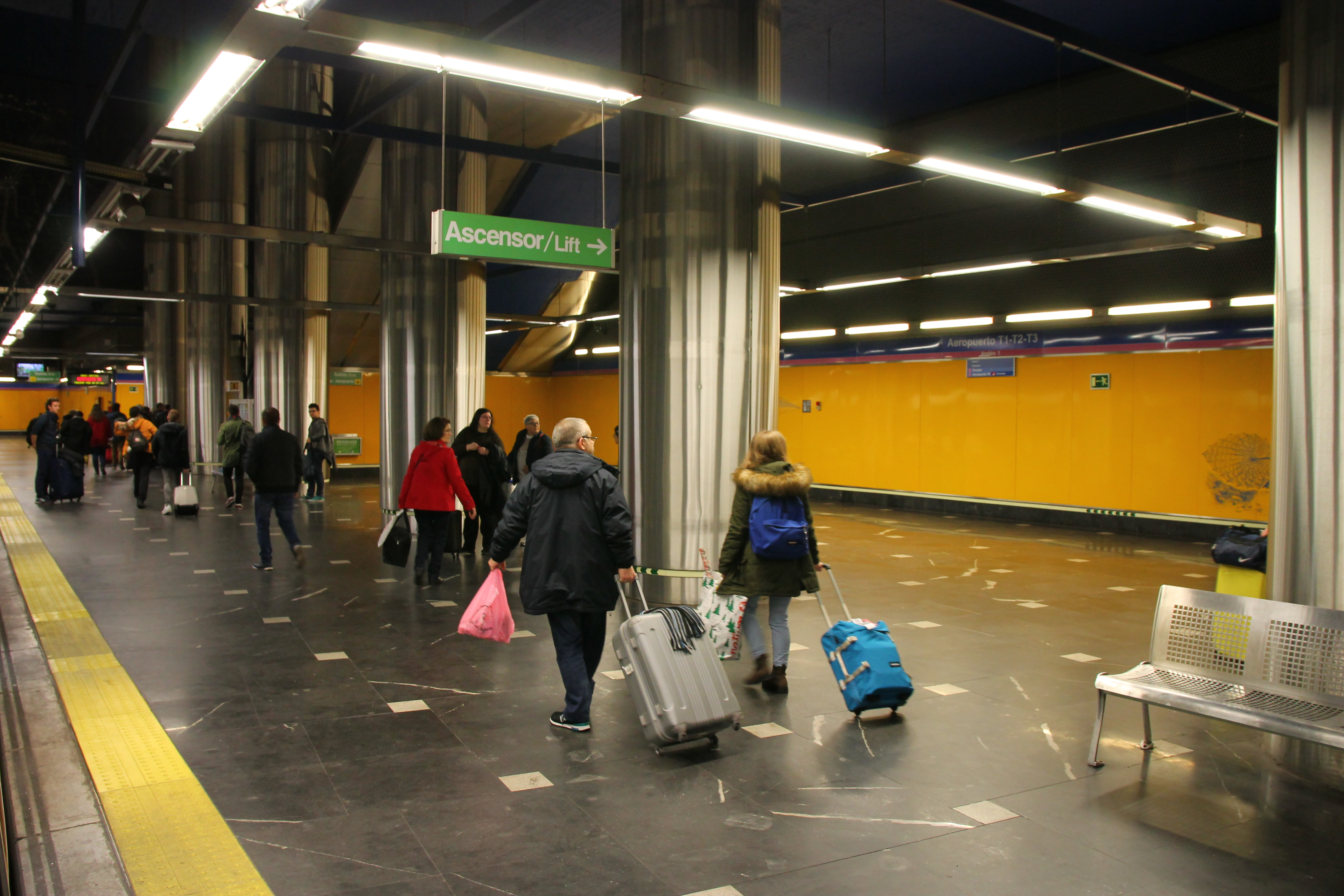
Aeropuerto T1-T2-T3.

A atual linha 8 inaugurou a 24 de Junho de 1998, com o traçado entre as estações de Mar de Cristal e Barajas.
Posteriormente ampliou-se a linha até ao centro de Madrid ao seu atual terminal sul a Estação de Nuevos Ministerios.
Foi construída a nova estação intermédia de Pinar del Rey, que estava no Plano de Ampliação de 2003-2007 e a linha foi ampliada até ao Aeropuerto T4. Com esta inauguracão a estação Aeropuerto passou a designar-se, a partir do dia 3 de Maio de 2007 Aeropuerto T1-T2-T3.

## Ligação externa
- Página oficial do Metro de Madrid